# Karl Sewering
Karl Sewering (* 17. Januar 1888 in Dortmund; † 22. Mai 1967 in Würzburg) war ein deutscher Wirtschaftswissenschaftler.

## Leben
Nach der Promotion zum Dr. iur. in Leipzig 1918 und zum Dr. phil. an der Universität Leipzig 1921 war er von 1924 bis 1934 Privatdozent für Betriebswirtschaftslehre und von 1934 bis 1953 außerordentlicher Professor für Betriebswirtschaftslehre in Hamburg.

## Schriften (Auswahl)
- Die Einheitsbilanz. Die Überbrückung des Gegensatzes zwischen statischer und dynamischer Bilanzlehre. Leipzig 1925, OCLC 878372500.
- Zuckerindustrie und Zuckerhandel in Deutschland. Stuttgart 1933, OCLC 38981675.
- Kostenrechnung in der Industrie. Wiesbaden 1949, OCLC 913700018.
- Der Kapitalverkehr. Essen 1956, OCLC 21982984.